# Pha Trelgen Changchup Sempa

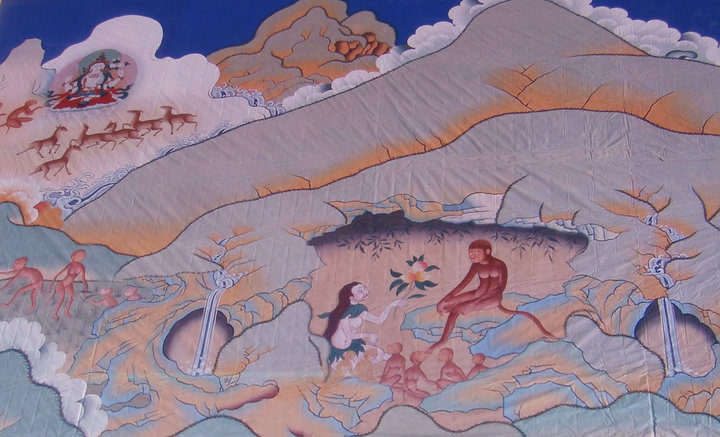
Pa Drengen Changchop Simpa

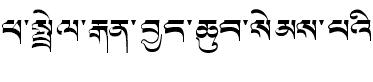
"Pa Drengen Changchop Simpa" en tibétain

Pha Trelgen Changchup Sempa (tibétain : ཕ་སྤྲེལ་རྒན་བྱང་ཆུབ་སེམས་པ།, Wylie : pha sprel rgan byang chub sems pa), singe-ancêtre mythique du peuple tibétain. Il est avec Gesar de Ling et Avalokiteśvara l'une des figures les plus importantes de la mythologie tibétaine. On le considère parfois comme l'incarnation du bodhisattva de la compassion. Pa signifie de fait « père », Drengen « vieux singe », Changchop peut être traduit par « compassion » et Simpa par « cœur ». 

## La naissance des premiers Tibétains
Dans un mythe de la création très populaire au Tibet, le monde était à l’origine recouvert d’eau. Celle-ci s’évapora peu à peu, laissant place à la vie animale. Sur les terres émergées du Tibet arriva un singe qui s’était retiré dans ce pays pour se plonger dans la méditation et suivre une vie d’ascétisme et de chasteté. Il s’installa sur le mont Gangpori, qui surplombe aujourd’hui la ville Tsetang dans la préfecture de Lhoka au Sud du Tibet. Un jour, alors qu’il était assis en méditation, un démon femelle vint pour le séduire. Selon les traditions celle-ci serait de même la manifestation de la bodhisattva Tārā, Jetsun Dolma en tibétain, également symbole de l’énergie de la compassion ainsi que protectrice des marchands et voyageurs. Elle le menaça de se rendre auprès d’un démon s’il ne voulait pas s’unir à elle et de concevoir ainsi une multitude de petits monstres qui anéantiraient les êtres. Le sage singe se plia à sa volonté et demanda à Avalokiteśvara l’autorisation de l’épouser. Ce dernier bénit le singe et la démone et, quelques mois plus tard, six petits singes naquirent de leur union. Le singe laissa ses six enfants grandir en forêt, mais après trois années, il découvrit qu’ils étaient devenu cinq cents. Les fruits de la forêt n’étaient dès lors plus suffisants pour les alimenter et les cinq cents singes implorèrent leur père de les aider à trouver de la nourriture. Celui-ci ne sachant que faire, s’en alla de nouveau trouver le dieu de la compassion pour lui demander de l’aide. Avalokiteśvara se rendit alors sur le mont Meru, ou Sumeru, qui correspondrait aujourd’hui au mont Kailash ; lieu sacré aussi bien pour les bouddhistes que les hindouistes, ainsi que pour les jaïns et les bönpo. Selon certains, il cueillit au sommet de la montagne une poignée d’orge, pour d’autres, il aurait extrait directement de son propre corps cinq céréales qu’il aurait ensuite offertes au singe père. Ce dernier apprit alors la culture et après une bonne moisson, put enfin nourrir tous ses enfants. À mesure qu’ils se nourrirent de céréales, les singes perdirent peu à peu leurs poils ainsi que leur queue. Ils commencèrent également à utiliser des ustensiles en os et en pierre puis fabriquèrent vêtement et maisons jusqu’à former une civilisation dont le peuple tibétain descendrait.

## Autre version
L'on raconte également que, voyant le monde peuplé de démons, Avalokiteśvara, le bodhisattva de la compassion fut pris de pitié pour la Terre. Il s'incarna alors en singe et s'accoupla avec une ogresse des rochers. De cette union naquirent six singes qui représentent les six clans principaux constituant le peuple tibétain.